# Hertugdømme
Et hertugdømme er det landområde, som en hertug råder over. Slesvig og Holsten var gennem århundreder hertugdømmer .
Titlen hertug indebærer, at fyrsten er underlagt en lensherre. Lensherren i Slesvig var den danske konge, mens den tyske kejser var lensherre i Holsten. Den danske konge var dermed både hertug eller medhertug og konge i hertugdømmet Slesvig, mens han som hertug eller medhertug i Holsten måtte hylde den tyske kejser.

## Sverige
Svenske prinser og prinsesser har også hertugtitel.

### Svenske hertuger
- Kronprinsesse Victoria er hertuginde af Västergötland; prins Daniel er hertug
  - Prinsesse Estelle er hertuginde af Östergötland
- Prins Carl Philip og prinsesse Sofia er hertug og hertuginde af Värmland
- Prinsesse Madeleine er hertuginde af Hälsingland og Gästrikland; hendes mand Christopher er ikke hertug
  - Prinsesse Leonore er hertuginde af Gotland
  - Prins Nicolas er hertug af Ångermanland